# Autigny (Zwitserland)

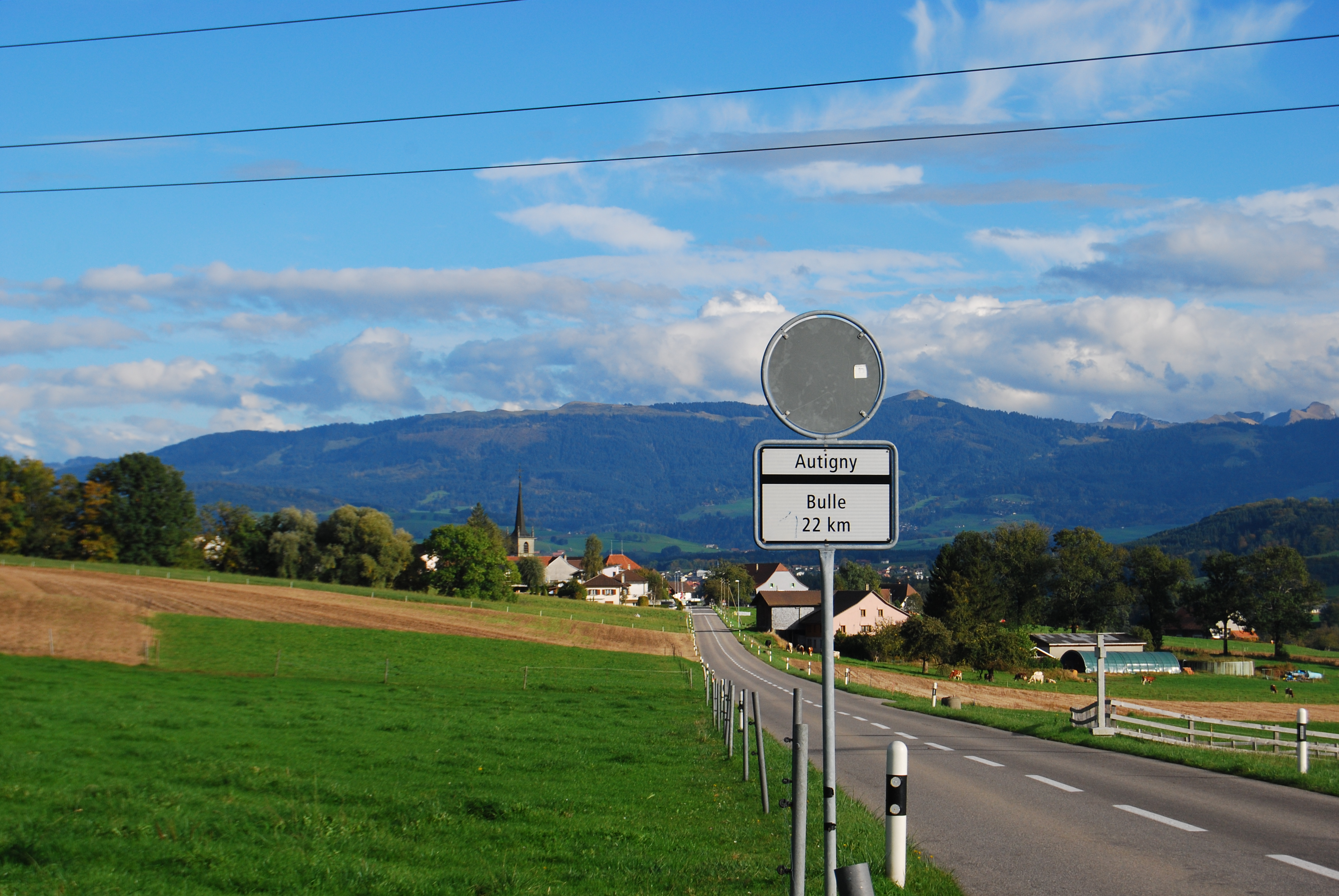
Autigny

Autigny is een gemeente en plaats in het Zwitserse kanton Fribourg, en maakt deel uit van het district Saane/Sarine.
Autigny telt 793 inwoners.